# گل‌بو
گل‌بو (به لاتین: Golbo) یک منطقهٔ مسکونی در قرقیزستان است که در شهرستان لیلک واقع شده‌است. گل‌بو ۰٫۲۸ کیلومتر مربع مساحت و ۱٬۵۰۶ نفر جمعیت دارد.